# Tyndale House

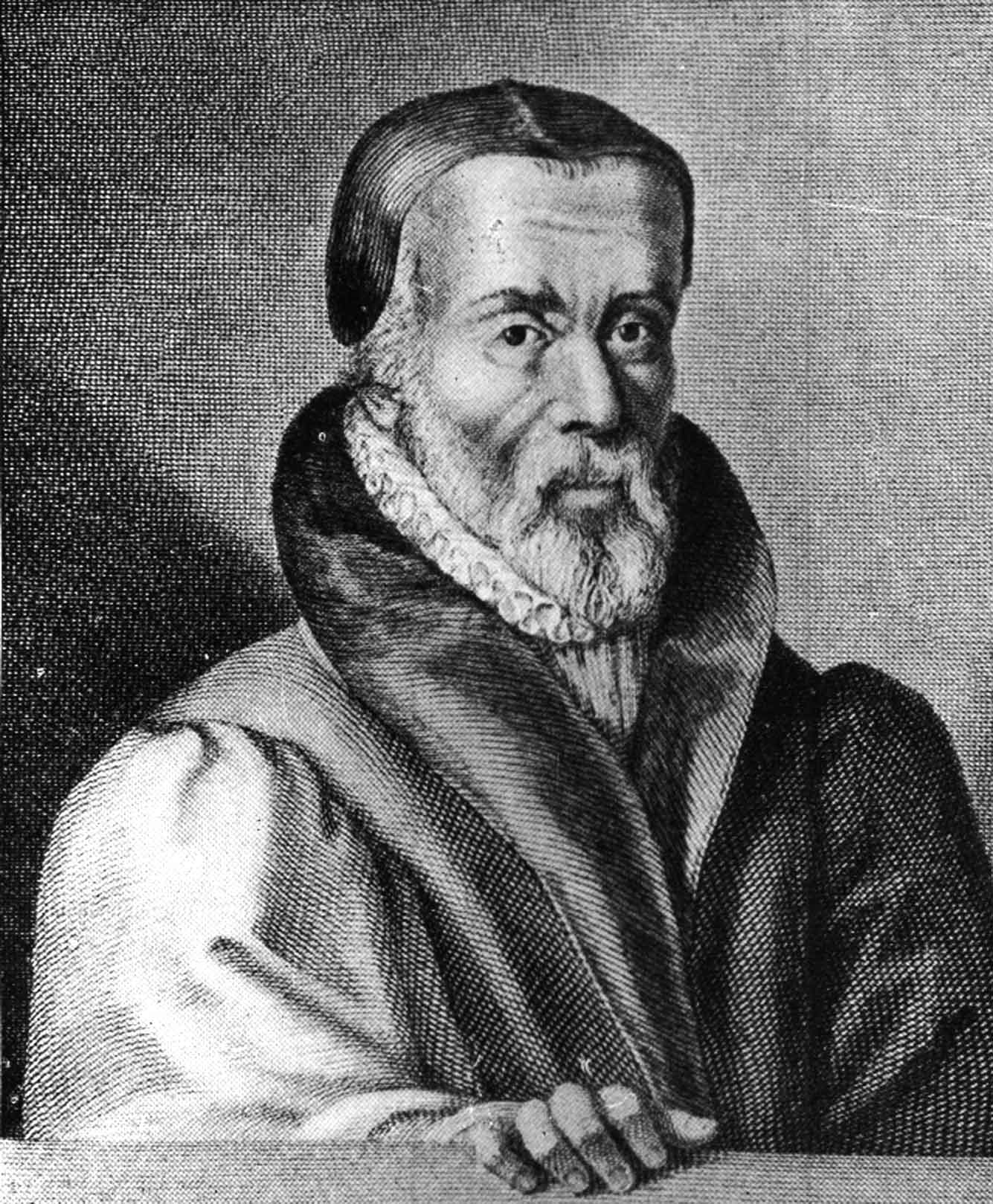
William Tyndale.

Tyndale House es una casa editorial fundada en 1962 por Kenneth N. Taylor, publicó su paráfrasis de las Epístolas, que él había compuesto mientras viajaba a la Prensa Moody en Chicago. El libro apareció bajo el título Living Letters, y recibió la aprobación de Billy Graham. Esto garantizó un gran éxito del libro, y en 1971 la editora Tyndale publicó la  Living Bible completa. Taylor nombró la compañía después que la traducción inglesa del Nuevo Testamento de William Tyndale se imprimió por primera vez en 1526. El presidente actual de la Tyndale House es Mark D. Taylor.
Durante los primeros nueve años de la historia de Tyndale, Kenneth N. Taylor contunuó parafraseando el texto de la biblia. Las Living Letters (Cartas Vivas) fueron seguidas por las Living Prophecies  (Profecías Vivas) en (1965) y The Living New Testament (El Nuevo Testamento Vivo) en (1967). Finalmente, The Living Bible (La Biblia Viva) se presentó en 1971. Según Publishers Weekly, este fue el libro más vendido en los Estados Unidos durante los años 1972-74. The Living Bible se plublicó un varias diferentes ediciones y estilos de encuadernación, incluyendo una popular edición juvenil llamada The Way (El camino) y una edición de estudio llamada The Life Application Study Bible (La Aplicación del Estudio Bíblico en la Vida). 
Hon en día, la Tyndale publica un rango amplio de libros por autores cristianos como James Dobson, Charles Colson, Francine Rivers, Karen Kingsbury, y Joel C. Rosenberg. Su publicación más exitosa en los últimos años ha sido la serie de novelas  Left Behind por Tim LaHaye y Jerry Jenkins, este es el libro de series más vendido en la historia con más de 60 millones de copias impresas. Recientemente ha tenido una serie de exitosos títulos relacionados con el deporte por los entrenadores y atletas tales como Tony Dungy, Joe Gibbs, Drew Brees, Kurt Warner, Emmitt Smith, Jim Tressel, Gene Chizik, Shawn Johnson, y Deanna Favre.
En el año 2007, Quiet Strength de Tony Dungy alcanzó el No. 1 en la portada de New York Times, en la lista de sin ficción. Pasó más de 30 semanas en la lista principal o extendida, y se han vendido más de un millón de copias. Es una de las más vendidas relacionadas con los títulos del deporte en la historia. Libros posteriores de Dungy, incluyendo Uncommon(Poco común) en (2009), The Mentor Leader (El Líder Mentor) en (2010), y The One Year Uncommon Life Daily Challenge (El Cambio Diario en la Vida Poco común en un Año) en (2011), todos han aparecido en la lista de los más vendidos en el New York Times. 
El primer libro de Tyndale de no ficción alcanzó el No. 1 en la portada del New York Times, en la lista de sin ficción fue Let's Roll (Rolemos), de Lisa Beamer. Beamer (nació el 10 de abril de 1969 en Albania, New York) es la viuda de Todd Beamer, una víctima del accidente del Vuelo 93 de los Estados Unidos en el ataque del 11 de septiembre de 2001 en los Estados Unidos.
En 1996 la Casa Tyndale produjo una traducción al inglés de la Biblia bajo el título New Living Translation (NLT) (Nueva Traducción Viva). Mientras que su predecesora, The Living Bible, fue una paráfrasis, la NLT es una traducción qu fue creada por un equipo de 90 eruditos hebreos y griegos. Los derechos de la NLT pertenecen a la Fundación de la Casa Tyndale House. Se finalizó una revisión mayor de la NLT, con el objetivo de hacer una traducción más precisa, se finalizó en 2004, y las ediciones publicadas después de esta fecha se conocen como NLTse — "se" por Segunda Edición. En el año 2007 se hizo una tercera revisión de alteraciones menores que fueron sugeridas por el Comité de Traducción.
Tyndale también desarrolló una sucursal británica, que fue nombrada como Casa Editorial Coverdale. Coverdale copublicó una edición británica de El Nuevo Testamento Vivo junto con Hodder & Stoughton en 1974 y en 1977 resurgió con otra editorial, Victory Press (Prensa Victoria). La compañía británica eventualmente se convirtió en Kingsway Publications Ltd, que se vendió a Kingsway Trust en 1979, y se unió a los Ministros de Comunicaciones Cook en 1993. Hoy los Libros Kingsway son unos de los productores más prominentes en el RU.
SaltRiver y Tyndale Momentum son impresos por la Casa Editora Tyndale.